# Arbúscula
Arbúscula (Latín: Arbuscŭla; f. entre el 54 y el 35 a. C.) fue una artista teatral de la antigua Roma. Fue una célebre actriz de pantomimas durante el siglo I a. C., cuando la mayoría de los papeles femeninos en esa época eran interpretados por hombres, al menos en las tragedias.
Cicerón habla de ella en el año 54 a. C. como alguien que había tenido mucho éxito y le había dado un gran placer. Horacio menciona que fue silbada y abucheada por el público, aunque se dice que a ella no le importó que la gente común la abucheara, y comentó: "Es suficiente que los caballeros todavía me aplaudan".